# Iwagiri Takehiro
Takehiro Iwagiri (sinh ngày 24 tháng 12 năm 1970) là một cầu thủ bóng đá người Nhật Bản.

## Sự nghiệp câu lạc bộ
Takehiro Iwagiri đã từng chơi cho Nagoya Grampus Eight.